# Hans Hermann Kahle
Hans Hermann Kahle, auch John H. Kahle, (geboren 6. Juli 1920 in Gießen; gestorben 12. April 2003 in München) war ein deutscher Diplomat und Generalsekretär des Goethe-Instituts.

## Leben
Hans Hermann Kahle war ein Sohn des Professors für Orientalistik Paul Kahle und der Marie Gisevius, er hatte vier Brüder. Er wuchs in Bonn auf, nachdem sein Vater 1923 einen Ruf an die Universität Bonn angenommen hatte. Nach dem Abitur am Deutschen Kolleg in Bad Godesberg studierte er im Wintersemester 1938/39 orientalische Sprachen an der Universität Bonn. Seine Familie war nach der Machtübergabe an die Nationalsozialisten 1933 in zunehmenden Konflikt mit der nationalsozialistischen deutschen Gesellschaft geraten, und als sein älterer Bruder Wilhelm und seine Mutter in der Reichspogromnacht Juden beistanden, wurde sein Vater vom Dienst suspendiert. Im Februar 1939 floh Kahle über die Schweiz nach Großbritannien, wo er an der Universität London weiterstudieren durfte. Er wurde 1940 als Enemy Alien interniert und nach Kanada verschifft. Alle Familienmitgliedern wurde 1941 im Deutschen Reich die Staatsbürgerschaft aberkannt.
1941 konnte er das Studium an der Universität Oxford fortsetzen und machte Abschlüsse als B.A. und M.A. Von 1943 bis 1946 arbeitete er beim Bergbaukonzern Selection Trust in der City of London und studierte nebenher Jura am Inner Temple. Kahle engagierte sich politisch bei den Young Conservatives.  
Im Jahr 1950 kehrte er nach Deutschland zurück und studierte Volkswirtschaft an der Universität Bonn. Er nahm ab September 1950 am Vorbereitungskurs für den Auswärtigen Dienst in der Verwaltungshochschule Speyer teil und trat im März 1951 in den Auswärtigen Dienst der Bundesrepublik ein. Er heiratete im selben Jahr die schwedische Journalistin Sigrid Nyberg, sie hatten zwei Kinder.
Kahle ging 1952 an die deutsche Botschaft in Karatschi, 1958 wechselte er nach Bagdad und wurde ab 1961 in Bonn in der Kulturabteilung eingesetzt. 1968 ging er nach Delhi und 1971 nach Washington D. C. Von 1973 bis 1976 war er Generalsekretär des Goethe-Instituts, von 1977 bis 1980 Botschafter in Khartum, Sudan und von 1980 bis zu seiner Pensionierung 1985 Botschafter in Tunis. Kahle erhielt 1979 das Verdienstkreuz 1. Klasse der Bundesrepublik Deutschland.